# Список А
А (перелік отруйних лікарських засобів, включений до Державної фармакопеї СРСР) — група високотоксичних лікарських засобів, при призначенні, застосуванні, дозуванні та зберіганні яких необхідно дотримуватись особливої обережності. До списку А також належать речовини, що викликають лікарську залежність.

## Історія
Правила виписування, зберігання, обліку та відпуску отруйних і сильнодійних лікарських засобів викладено в наказі Міністра охорони здоров'я СРСР № 523 від 3 липня 1968 року та в додатках до наказу. Усі доповнення та зміни вносили до списку А на підставі директивних документів Міністерства охорони здоров'я СРСР.
У госпрозрахункових аптеках отруйні лікарські засоби зберігали у спеціальній металевій шафі під замком; засоби, що викликають лікарську залежність, та особливо отруйні (миш'яковистий ангідрид, кристалічний арсенат натрію, нітрат стрихніну, дихлорид ртуті та оксиціанід ртуті) — у сейфі, причому особливо отруйні засоби — у внутрішньому відділенні сейфа, яке також замикається на замок.
У відділеннях і кабінетах лікувально-профілактичних закладів отруйні лікарські засоби зберігають в окремій металевій або дерев'яній шафі під замком; засоби, що викликають лікарську залежність — у сейфі або залізній шафі. На внутрішньому боці дверцят шафи повинно бути написано «А» й наведено перелік отруйних лікарських засобів із зазначенням максимальної разової та добової дози.
Ліки, до складу яких входять отруйні речовини, а також засоби, що викликають лікарську залежність, та пахікарпін, виписують за особливими правилами.
Зі здобуттям Україною незалежності Переліки лікарських засобів списків А і Б не реєструвалися. Вони згадуються в наказі МОЗ України № 44 від 16 березня 1993 року «Про організацію зберігання в аптечних закладах різних груп лікарських засобів та виробів медичного призначення», який так і не був зареєстрований Мін'юстом (лист Мін'юсту № 33-42-25 від 22 травня 2001 року).
У РФ визначення Списків отруйних і сильнодійних речовин здійснює Постійний комітет з контролю наркотиків (у цих Списках лише близько 40 % становлять лікарські засоби). За порушення правил обігу речовин, наведених у цих Списках, передбачено покарання відповідно до ст. 234 Кримінального кодексу РФ (аналогічна ст. 321 Кримінального кодексу України). Інші Переліки лікарських засобів списків А і Б визначає МОЗ РФ і стосуються вони умов зберігання лікарських засобів (за порушення правил обігу яких передбачена адміністративна відповідальність) в аптечних та медичних закладах.

## Список
| Назва                    | Назва                         | Спосіб застосування                                                     |
| українською              | латинською                    | Спосіб застосування                                                     |
| Абіцин                   | Abicinum                      | Усередину У вену                                                        |
| Азатіоприн               | Azathioprinum                 | Усередину щоденно                                                       |
| Амедин                   | Amedinum                      | Усередину                                                               |
| Амізил                   | Amizylum                      | Усередину                                                               |
| Аминарсон                | Aminarsonum                   | Усередину                                                               |
| Анатруксоній             | Analruxonium                  | Див. Диплацин                                                           |
| Апоморфіну гідрохлорид   | Apomorphini hydrochloridum    | Усередину Під шкіру                                                     |
| Армін                    | Arminum                       | Очні каплі                                                              |
| Асалін                   | Asalinum                      | Усередину                                                               |
| Атропіну сульфат         | Atropini sulfas               | Усередину і під шкіру                                                   |
| Ацеклидін                | Aceclidinum                   | Під шкіру                                                               |
| Ацетилдигітоксин         | Acetyldigitoxinum             | Усередину У вену                                                        |
| Барвінкану гідрохлорид   | Barvincani hydrochloridum     | Під шкіру                                                               |
| Бензамон                 | Benzamonum                    | Очні каплі                                                              |
| Бензотеф                 | Benzotephum                   | У вену 3 рази на тиждень                                                |
| Брунеоміцин              | Bruneomycinum                 | Внутрішньовенно 1 раз у 2—3 дні Усередину 2—3 прийоми на добу           |
| Вінбластин               | Vinblastinum                  | Внутрішньовенно 1 раз у тиждень                                         |
| Вінкристин               | Vincristinum                  | Внутрішньовенно 1 раз в тиждень                                         |
| Галантаміну гідробромід  | Galantdamini hydrobromidum    | Під шкіру                                                               |
| Гідрокодону фосфат       | Hydrocodoni phosphas          | Усередину                                                               |
| Гоматропіну гідробромід  | Homatropini hydrobromidum     | Усередину                                                               |
| Гомфотін                 | Gomphotinum                   | Усередину                                                               |
| Дегранол                 | Degranolum                    | У вену (вводять через день)                                             |
| Дезопімон                | Desopimonum                   | Усередину                                                               |
| Демекарію бромід         | Demecarii bromidum            | Очні каплі                                                              |
| Дигітоксин               | Digitoxynum                   | Усередину                                                               |
| Дигоксин                 | Digoxynum                     | Усередину або у вену                                                    |
| Дикаїн                   | Dicainum                      | Для анестезії верхніх дихальних шляхів                                  |
| Дикумарин                | Dicumarinum                   | Усередину                                                               |
| Діоксоній                | Dioxonium                     | Див. Диплацин                                                           |
| Діоцид                   | Diocidum                      | Антисептичний засіб                                                     |
| Дипін                    | Dipinum                       | Внутрішньовенно або внутрішньом'язово щоденно або через день            |
| Диплацін                 | Diplacinum                    | Внутрішньовенно                                                         |
| Дитилін                  | Ditdylinum                    | Внутрішньовенно                                                         |
| Допан                    | Dopanum                       | Усередину (один раз у декілька днів)                                    |
| Іміфос                   | Imiphosum                     | Внутрішньовенно або внутрішньом'язово через день                        |
| Індопан                  | Indopanum                     | Усередину                                                               |
| Калію арсеніту розчин    | Liquor Kalii arsenitis        | Усередину                                                               |
| Карбахолін               | Carbacholinum                 | Усередину Під шкіру                                                     |
| Кваліділ                 | Qualidilum                    | Внутрішньовенно                                                         |
| Кокаїну гідрохлорид      | Cocaini hydrochloridum        | Усередину                                                               |
| Колхамін                 | Colchaminum                   | Усередину                                                               |
| Конваллятоксин           | Coiwallatoxinum               | У вену                                                                  |
| Кондельфін               | Condelphinum                  | Усередину                                                               |
| Корнерін                 | Cornerinum                    | Усередину і в супозиторіях                                              |
| Корхорозид               | Corhorosidum                  | У вену                                                                  |
| Леморан                  | Laemoranum                    | Усередину і під шкіру                                                   |
| Лобелін                  | Lobelinum                     | У вену У м'яз                                                           |
| Ликоріну гідрохлорид     | Lycorini hydrochloridum       | Усередину                                                               |
| Мелліктин                | Mellictinum                   | Усередину                                                               |
| Мериділ                  | Meridilum                     | Усередину                                                               |
| Меркаптопурин            | Mercaptopurinum               | Усередину                                                               |
| Метамизіл                | Metamizilum                   | Усередину Під шкіру                                                     |
| Метацин                  | Metdacinum                    | Усередину Під шкіру, внутрішньом'язово, внутрішньовенно                 |
| Мефолін                  | Mepholinum                    | Усередину                                                               |
| Міарсенол                | Myarsenolum                   | внутрішньом'язово (1 раз в 5—6 днів)                                    |
| Міелобромол              | Myelobromolum                 | Усередину                                                               |
| Мієлосан                 | Myelosanum                    | Усередину                                                               |
| Морфіну гидрохлорид      | Morphini hydrochloridum       | Усередину і під шкіру                                                   |
| миш'яковистий ангідрид   | Acidum arsenicosum anhydricum | Усередину                                                               |
| Налорфін                 | Nalorphinum                   | У вену                                                                  |
| Натрію арсенат           | Natrii arsenas                | Під шкіру                                                               |
| Неодикумарин             | Neodicumarinum                | Усередину                                                               |
| Нериолін                 | Neriolinum                    | Усередину                                                               |
| Нибуфін                  | Nibuphinum                    | внутрішньом'язово                                                       |
| Новарсенол               | Novarsenolum                  | У вену (1 раз в 5—6 днів)                                               |
| Новембітол               | Novembitolum                  | У вену (через день)                                                     |
| Новембіхін               | Novembichinum                 | У вену (1 раз у 2 дні)                                                  |
| Норакін                  | Norakin                       | Усередину                                                               |
| Оксазил                  | Oxazylum                      | Усередину                                                               |
| Оливоміцин               | Olivomycinum                  | Внутрішньовенно (1 раз у 2 дні)                                         |
| Оліторізід               | Olitorizidum                  | У вену                                                                  |
| Омефін                   | Omephinum                     | Усередину                                                               |
| Омнопон                  | Omnoponum                     | Усередину і під шкіру                                                   |
| Опій у порошку           | Opium pulveratum              | Усередину                                                               |
| Опію настоянка проста    | Tinctura Opii simplex         | Усередину                                                               |
| Опію екстракт сухий      | Extractum Opii siccum         | Усередину                                                               |
| Осарсол                  | Osarsolum                     | Усередину                                                               |
| Параміон                 | Paramionum                    | Див. Диплацин                                                           |
| Первітин                 | Pervitinum                    | Усередину                                                               |
| Пілокарпіну гідрохлорид  | Pilocarpini hydrocbloridum    | Під шкіру                                                               |
| Піридостигміну бромід    | Pyridostigmini bromidum       | Усередину                                                               |
| Піридрол                 | Piridrolum                    | Усередину                                                               |
| Пірофос                  | Pyrophos                      | Очні каплі                                                              |
| Плазмоцид                | Plasmocidum                   | Усередину                                                               |
| Платифіліну гідротартрат | Platyphyllini hydrotartras    | Усередину і під шкіру                                                   |
| Подофілін                | Podophyllinum                 | Для змазування слизової оболонки                                        |
| Прозерин                 | Proserinum                    | Усередину Під шкіру                                                     |
| Промедол                 | Promedolum                    | Усередину Під шкіру                                                     |
| Промеран                 | Promeranum                    | Усередину                                                               |
| Резерпін                 | Reserpinum                    | Усередину                                                               |
| Ртуті дійодид            | Hydrargyri diiodidum          | Усередину                                                               |
| Ртуті дихлорид           | Hydrargyri dichloridum        | Для дезінфекції                                                         |
| Ртуті оксиціанід         | Hydrargiri oxycyanidum        | Антисептичний засіб                                                     |
| Рубоміцина гідрохлорид   | Rubomycini bydrochloridum     | Внутрішньовенно щоденно                                                 |
| Сарколізин               | Sarcolysinum                  | Усередину (1 раз в 7 днів)                                              |
| Секуриніну нітрат        | Securinini nitras             | Усередину Під шкіру                                                     |
| Срібла нітрат            | Argenti nitras                | Усередину                                                               |
| Сиднокарб                | Sidnocarbum                   | Усередину                                                               |
| Сиднофен                 | Sidnophenum                   | Усередину                                                               |
| Синкумар                 | Syncumar                      | Усередину                                                               |
| Скополаміну гідробромід  | Scopolamini hydrobromidum     | Усередину і під шкіру                                                   |
| Совкаїн                  | Sovcainum                     | У спинномозковий канал одноразово                                       |
| Спіразидін               | Spirazidinum                  | У вену щоденно або 1 раз у 2—3 дні                                      |
| Стрихніну нітрат         | Stryclmini nitras             | Усередину і під шкіру                                                   |
| Строфантин               | Strophantdinum                | У вену                                                                  |
| Строфанту настоянка      | Tinctura Strophantdi          | Усередину                                                               |
| Текодин                  | Thecodinum                    | Усередину і під шкіру                                                   |
| Тиодіпін                 | Thiodipinum                   | Усередину                                                               |
| Тиофосфамід              | Thiophosphamidum              | внутрішньом'язово, внутрішньовенно, внутрішньоартеріально 1 раз у 3 дні |
| Тропацин                 | Tropacinum                    | Усередину                                                               |
| Тубокураріну хлорид      | Tubocurarini chloridum        | Внутрішньовенно                                                         |
| Фепадон                  | Phenadonum                    | Усередину                                                               |
| Фенамін                  | Phenaminum                    | Усередину                                                               |
| Фенатін                  | Phenatinum                    | Усередину                                                               |
| Фенілін                  | Phenilynum                    | Усередину                                                               |
| Фентаніл                 | Phentanylum                   | внутрішньом'язово і внутрішньовенно                                     |
| Фепранон                 | Pliepranonum                  | Усередину                                                               |
| Фізостигміну саліцилат   | Physostigmini salicylas       | Під шкіру                                                               |
| Фосфакол                 | Phosphacolum                  | Очні каплі                                                              |
| Фторафур                 | Phtdorafurum                  | Внутрішньовенно кожних 12 годин                                         |
| Фторурацил               | Phtdoruracilum                | Внутрішньовенно щоденно або через день                                  |
| Фторбензотеф             | Phtdorbenzotephum             | Внутрішньовенно через день                                              |
| Хлорбутин                | Chlorbutinum                  | Усередину                                                               |
| Хлорофтальм              | Chlorophtdalm                 | Очні каплі                                                              |
| Хризомалін               | Chrysomallinum                | Внутрішньовенно 1 раз у 2—3 дні                                         |
| Целанід                  | Celanidum                     | Усередину У вену                                                        |
| Циклобутоній             | Cyclobutonium                 | Див. Диплацин                                                           |
| Циклодол                 | Cyclodolum                    | Усередину                                                               |
| Циклофосфан              | Cyclophosphanum               | У вену і в м'яз                                                         |
| Цимарин                  | Cymarinum                     | У вену                                                                  |
| Ерготамін                | Ergotaminum                   | Усередину Під шкіру                                                     |
| Еризимін                 | Erysiminum                    | У вену                                                                  |
| Еризимозид               | Erysimosidum                  | Усередину                                                               |
| Етилморфіну гідрохлорид  | Aetdylmorphini hydrochloridum | Усередину                                                               |
| Етимідин                 | Aetdimidinum                  | Внутрішньовенно 3 рази в тиждень                                        |
| Ехінопсин                | Echinopsinum                  | Усередину Під шкіру                                                     |